# El precio de la fama
El precio de la fama é uma telenovela mexicana, produzida pela Televisa e exibida pelo El Canal de las Estrellas entre 16 de fevereiro e 3 de julho de 1987, sucedendo El camino secreto e antecedendo Rosa salvaje. Inicialmente era exibida das 21:30 à 22:00, porém, a partir de 8 de junho de 1987, com o fim de Cuna de lobos, passou a ser exibida das 21:00 à 22:00.
Foi protagonizada por Sonia Infante e Sergio Goyri e antagonizada por José Alonso.

## Elenco
- Sonia Infante - Lucrecia
- Sergio Goyri - Jaime Garay
- José Alonso - Sergio Ferrer
- Susana Alexander - Inés
- Eric del Castillo - Alfonso Bernal
- Stephanie Salas - Sonia
- Andrea Ferrari - Manola
- Gabriela Goldsmith - Cecilia
- Felicia Mercado - Doris
- María Teresa Rivas - Mercedes
- Elsa Cárdenas - Eloísa de Bernal
- Eduardo Liñán - Eugenio Ferrer
- José Antonio Ferral - Bernardo
- Jerardo - Fernando Bernal
- Guillermo Aguilar - David
- Tony Bravo - Antonio
- Gilberto Román - Guillermo
- Paola Cano - Sonia (jovem)
- Juan Zaizar - Joel
- Juan Diego - Benito
- Melba Luna - Esther
- Rosa Salazar - Renata
- Mary Fernández - Rosa
- Miguel Ángel Negrete - Raúl
- Rocío Yaber - Secretaria

## Prêmios e indicações

### TVyNovelas
| Categoria             | Indicado(a)       | Resultado |
| --------------------- | ----------------- | --------- |
| Melhor ator principal | Eric del Castillo | Indicado  |
| Melhor ator juvenil   | Sergio Goyri      | Indicado  |